# Veuxhaulles-sur-Aube
Veuxhaulles-sur-Aube ist ein französischer Ort und eine Gemeinde mit 210 Einwohnern (Stand: 1. Januar 2022) im Département Côte-d’Or in der Region Bourgogne-Franche-Comté (vor 2016 Bourgogne).

## Lage und Klima
Veuxhaulles-sur-Aube liegt auf der Grenze zwischen dem Norden Burgunds und dem Südosten der Champagne etwa 92 km (Fahrtstrecke) nordwestlich von Dijon am Fluss Aube, einem nördlichen Nebenfluss der Seine. Die sehenswerte Stadt Troyes in der südlichen Champagne ist etwa 88 km in nordwestlicher Richtung entfernt. Das Klima ist gemäßigt bis mild; Regen (ca. 700 bis 900 mm/Jahr) fällt überwiegend im Winterhalbjahr.

## Bevölkerungsentwicklung
| Jahr                       | 1800 | 1851 | 1901 | 1954 | 1999 | 2020 |
| Einwohner                  | 461  | 664  | 437  | 581  | 259  | 199  |
| Quellen: Cassini und INSEE |      |      |      |      |      |      |

Aufgrund der Mechanisierung der Landwirtschaft, der Aufgabe von bäuerlichen Kleinbetrieben („Höfesterben“) und der dadurch ausgelösten Landflucht ist die Einwohnerzahl der Gemeinde seit Beginn des 20. Jahrhunderts deutlich zurückgegangen.

## Wirtschaft
Das Leben der Menschen wird seit Jahrhunderten von der Land- und Forstwirtschaft dominiert. In der frühen Neuzeit wurden Eisenerzvorkommen entdeckt; der letzte Schmelzofen war bis zum Jahr 1878 in Betrieb. Der örtliche Bahnhof schloss in den 1960er Jahren.

## Geschichte

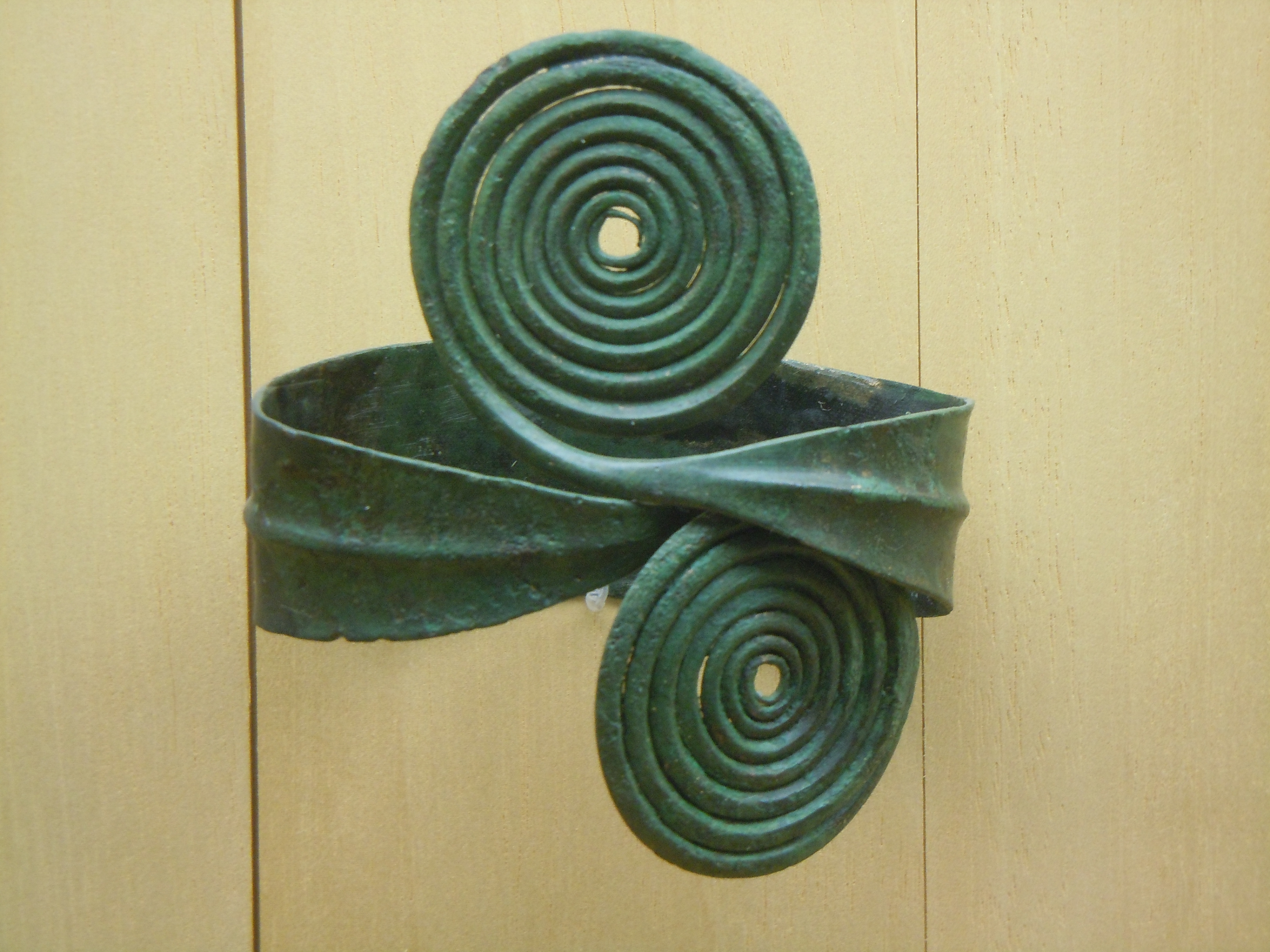
Armberge von Veuxhaulles-sur-Aube

Auf dem Gemeindegebiet wurden bronze- und eisenzeitliche Funde gemacht; auch gallorömische Überreste wurden ermittelt. Mehrere merowingische Sarkophage wurden rund um die heutige Kirche zutage gefördert.

## Sehenswürdigkeiten
- Chor und Langhaus der Eglise Saint-Pierre-ès-Liens stammen aus dem 13. bzw. 15. Jahrhundert; der Westbau mit dem Glockenturm wurde im 19. Jahrhundert hinzugefügt.[1]
- Ein befestigter Gutshof (château) entstand im 19. Jahrhundert.
- Mehrere archäologische Stätten sind über das Gemeindegebiet verteilt (Auskunft im Rathaus).